# نانسي جيبس
نانسي جيبس (بالإنجليزية: Nancy Gibbs)‏ هي صحفية أمريكية، ولدت في 25 يناير 1960 في نيويورك في الولايات المتحدة.